# Torneio Pré-Olímpico de Voleibol Feminino de 2020 - América do Sul
O Torneio Pré-Olímpico de Voleibol Feminino da América do Sul de 2020 foi a competição qualificatória para os Jogos Olímpicos de Verão de 2020,  sediada em Bogotá, na Colômbia entre países do referido continente, no período de 7 a 9 de janeiro.O campeão deste torneio obterá a qualificação para os referidos jogos olímpicos
A Argentina obteve a qualificação ao finalizar na primeira posição na classificação geral.

## Pré-Olímpico Sul-Americano
- Local: Coliseo el Salitre - Bogotá

|     |           |     | Jogos | Jogos | Jogos | Resultados | Resultados | Resultados | Resultados | Resultados | Resultados | Sets | Sets | Sets  | Pontos | Pontos | Pontos |
| Pos | Equipe    | Pts | T     | V     | D     | 3–0        | 3–1        | 3–2        | 2–3        | 1–3        | 0–3        | V    | P    | R     | V      | P      | R      |
| --- | --------- | --- | ----- | ----- | ----- | ---------- | ---------- | ---------- | ---------- | ---------- | ---------- | ---- | ---- | ----- | ------ | ------ | ------ |
| 1   | Argentina | 9   | 3     | 3     | 0     | 2          | 1          | 0          | 0          | 0          | 0          | 9    | 1    | 9,000 | 242    | 198    | 1.222  |
| 2   | Colômbia  | 6   | 3     | 2     | 1     | 2          | 0          | 0          | 0          | 1          | 0          | 7    | 3    | 2.333 | 238    | 196    | 1.214  |
| 3   | Venezuela | 3   | 3     | 1     | 2     | 1          | 0          | 0          | 0          | 0          | 2          | 3    | 6    | 0.500 | 188    | 216    | 0.870  |
| 4   | Peru      | 0   | 3     | 0     | 3     | 0          | 0          | 0          | 0          | 0          | 3          | 0    | 9    | 0,000 | 168    | 226    | 0.743  |

Resultados
| Data  | Hora  |              | Placar |              | Set 1 | Set 2 | Set 3 | Set 4 | Set 5 | Total | Relatório |
| ----- | ----- | ------------ | ------ | ------------ | ----- | ----- | ----- | ----- | ----- | ----- | --------- |
| 7 jan | 18:00 | 'Argentina ' | 3–0    | Peru         | 26–24 | 25–16 | 25–18 |       |       | 76–58 | 76–58     |
| 7 jan | 20:30 | Venezuela    | 0–3    | ' Colômbia'  | 26–28 | 18–25 | 14–25 |       |       | 58–78 | 58–78     |
| 8 jan | 18:00 | 'Argentina ' | 3–0    | Venezuela    | 25–19 | 25–16 | 25–20 |       |       | 75–55 | 75–55     |
| 8 jan | 20:30 | Peru         | 0–3    | ' Colômbia'  | 23–25 | 12–25 | 12–25 |       |       | 47–75 | 47–75     |
| 9 jan | 18:00 | Peru         | 0–3    | ' Venezuela' | 18–25 | 22–25 | 23–25 |       |       | 63–75 | 63–75     |
| 9 jan | 20:30 | 'Argentina ' | 3–1    | Colômbia     | 16–25 | 25–21 | 25–16 | 25-23 |       | 91–62 | 91–85     |

### Classificação final
| Posição | Equipe    |
| ------- | --------- |
| 1       | Argentina |
| 2       | Colômbia  |
| 3       | Venezuela |
| 4       | Peru      |